# Медуза-крестовик
Медуза-крестовик, медуза-крестовичок или гонионема (лат. Gonionemus vertens) — ядовитая гидромедуза, обитающая в прибрежных водах северной части Тихого океана (от Китая до Калифорнии). Небольшая популяция (возможно, завозная) отмечена в западной Атлантике. Медузы держатся в зарослях морской травы зостеры. Полипы размером всего около 0,5 мм образуются при метаморфозе обычных планул. Полипы способны отпочковывать фрустулы (планулообразные почки, лишенные ресничек), которые превращаются в полипов, а также в медуз. Описано образование фрустул и медуз внутри цист, образуемых полипами.
Диаметр «зонтика» 25–40 мм. Внутри прозрачного тела виден крестообразный рисунок, образованный окрашенными внутренними органами (гонадами, расположенными вдоль четырёх радиальных каналов пищеварительной системы). По краям зонтика расположено около 60 тонких щупалец, несущих утолщения — скопления стрекательных клеток. Щупальца имеют резкий перегиб вблизи вершины. Длина щупалец может изменяться, у полностью вытянутых щупалец она превышает диаметр зонтика.
Поражение стрекательными клетками медузы-крестовика не смертельно, но крайне болезненно.